# Chen Yibing
Chen Yibing (chiń. upr. 陈一冰; chiń. trad. 陳一冰; pinyin Chén Yībīng; ur. 19 grudnia 1984 w Tiencinie) — chiński gimnastyk, trzykrotny mistrz olimpijski, ośmiokrotny mistrz świata.
Specjalizuje się w ćwiczeniach na kółkach. W tej konkurencji zdobył złoty i srebrny medal podczas igrzysk olimpijskich w Pekinie oraz czterokrotnie mistrzostwo świata (2006, 2007, 2010, 2011). Jest również dwukrotnym mistrzem olimpijskim i czterokrotnym mistrzem świata oraz mistrzem Igrzysk Azjatyckich 2006 w wieloboju drużynowym.
Na igrzyskach w Londynie wiele emocji wzbudziło rozstrzygnięcie w rywalizacji na kółkach, gdzie Arthur Zanetti zdobył złoty medal, wyprzedzając Chińczyka o 0,1 pkt. Według Chena Brazylijczyk miał dużo gorszy od niego i to jemu powinno przypaść złoto. Mimo to z radością przyjął srebrny medal.

## Osiągnięcia
| Rok  | Zawody               | Miasto    | Miejsce | Konkurencja          | Punktacja |
| ---- | -------------------- | --------- | ------- | -------------------- | --------- |
| 2006 | Mistrzostwa świata   | Århus     | 1       | Wielobój drużynowy   | 277,775   |
| 2006 | Mistrzostwa świata   | Århus     | 1       | Ćwiczenia na kółkach | 16,525    |
| 2007 | Mistrzostwa świata   | Stuttgart | 1       | Wielobój drużynowy   | 281,900   |
| 2007 | Mistrzostwa świata   | Stuttgart | 1       | Ćwiczenia na kółkach | 16,700    |
| 2008 | Igrzyska olimpijskie | Pekin     | 1       | Wielobój drużynowy   | 286,125   |
| 2008 | Igrzyska olimpijskie | Pekin     | 1       | Ćwiczenia na kółkach | 16,600    |
| 2010 | Mistrzostwa świata   | Rotterdam | 1       | Wielobój drużynowy   | 274,997   |
| 2010 | Mistrzostwa świata   | Rotterdam | 1       | Ćwiczenia na kółkach | 15,900    |
| 2011 | Mistrzostwa świata   | Tokio     | 1       | Wielobój drużynowy   | 275,161   |
| 2011 | Mistrzostwa świata   | Tokio     | 1       | Ćwiczenia na kółkach | 15,800    |
| 2012 | Igrzyska Olimpijskie | Londyn    | 1       | Wielobój drużynowy   | 275,997   |
| 2012 | Igrzyska Olimpijskie | Londyn    | 2       | Ćwiczenia na kółkach | 15,800    |